# Календарь школьника
Календа́рь шко́льника в 1980-е годы в Советском Союзе — ежегодный альманах для школьников, содержавший различные игры и головоломки, литературные произведения, научно-популярные статьи и обсуждения этических проблем и проблем современности. Выпускался издательством «Политиздат».
«Календарь школьника» один из ряда ежегодников, построенных по принципу «настольных календарей» и выпускавшихся параллельно каждый для отдельного круга читателей.
В рецензии критика Е. Гессен на выпуск за 1985 год, вышедшей в «эмигрантском» журнале, издание характеризуется как откровенно пропагандистское, даже в ущерб художественному качеству публикуемых материалов и их доступности для детской аудитории.